# 紫鏡 (月華の剣士)
紫鏡（しきょう）は、SNKの対戦型格闘ゲーム『幕末浪漫 月華の剣士』シリーズに登場する架空の人物。声優はモンスター前塚。

## キャラクター設定

### 『一幕』
元新撰組隊士。新撰組にいた頃は維新志士たちにとっては脅威の存在であったが、政治的な思想や、鷲塚慶一郎のように信念といったものは持たず、殺人欲のみで動いており、人間を斬殺することを楽しみとしていた。そのために不要な殺人も繰り返したことで、新撰組内で粛清されそうになる。しかし、それを事前に嗅ぎ付けた紫鏡は新撰組を脱退（このとき、真田小次郎をはじめとする追っ手の新撰組隊士を何人も殺害している）、流浪の「浮浪（はぐれ）人斬り」となり、新撰組にもその切っ先を向けることになった。「人を斬る」という唯一つの動機によって磨かれた彼の剣は、ある意味では一点の曇りもない。
だが一般の人間や弱い者を殺して得ることができる充実感など、紫鏡にはたかが知れていた。彼を支配していたのは命がけの充実感、より多くの、より強い者を斬りたいという思いであった。嘉神慎之介によって封印を解かれた地獄門の力によって乱れ始めた世の動きを察知した紫鏡は、前述の思いを実行に移す絶好の機会と見ていた。そんな中、紫鏡は謎の人物から、好きなだけ人を斬らせてやるという声を掛けられた。
隊士仲間であった鷲塚とは因縁がある。対戦前のデモでは、彼に対して不気味に笑いつつも「いい面」（顔付きや表情）と言い、対戦後の勝利メッセージでも、ある種の親しみの意を込めて「天誅」という言葉を使っている。その他の勝利メッセージは、絵文字や記号の入り混じったものである。なお、斬殺されて負けると「き、気持ちいい…」と呟いて果てる。
波打つように立たせた白い頭髪に、少しぼろぼろの着物を着ている。190cmを超える長身だが、極度の痩躯であり、常に体を猫背の如く前に屈めている。両手に持っている武器は、柄の所で連結させられる、研ぎ澄まされた包丁のような独特の形状をしている。
エンディングでは、悲鳴を揚げながら地獄門に吸い込まれる。その後、彼の武器が地獄門跡地に取り残された。その際、「世界を救った一人の人斬り」というメッセージが表示され、殺人者から一転して救世主扱いとなった。

### 『二幕』
第二幕『月に咲く華、散りゆく花』（以下『二幕』と表記）では、死体を意味する言葉「骸」という名前で登場。頭と首に包帯を巻き、目、鼻、口を覗かせて、腐乱死体のような姿に変わり果てた。また、前作で白髪だった髪は黒髪になっている。これは『一幕』のエンディングで地獄門に吸い込まれた際、普通の人間であれば死ぬしかないところを強靭な生命力により奇跡的に生還したものの、「生きながらにして死んでいる」存在に成り果てたためとされ、その身体は心臓や脳は機能しているものの腐敗しきっている。
作中では正体不明の人物という設定であり、プロフィールもほとんど不明と設定されるなど大きく変更されている（『二幕』での鷲塚との対戦前デモでは、鷲塚は「まさか…」と正体に気付く演出がある）。鷲塚のほかに、新キャラクターである真田小次郎（その正体は小次郎に成り代わった彼の妹・香織）とも因縁があり、対CPU戦の7人目は小次郎（香織）である。また、小次郎（香織）の兄である本物の真田小次郎は紫鏡によって既に殺されたということが明らかとなった（CPU小次郎に勝利後、骸が「お前は一度殺したはず」と言う）。
エンディングでは、突然骸の体が空中に浮く。それにも構わず上機嫌になった骸は、かなり高度の上空をゆっくりと浮遊していくが、画面下から「GAME OVER」の文字が上がってきて、それにぶつかるというギャグ調のオチとなっている。

## ゲーム上の特徴
クセは強いが、高い性能を持つ技の数々と、すばやい動きで相手に接近し、強い攻撃判定を持つジャンプ攻撃から連続技でダメージを奪うのが得意。「廻転肝えぐり」中にボタンを連打することで剣質ゲージは速く蓄積するなど、剣質ゲージが溜まりやすい点も長所である。
『一幕』では、武器を飛ばす「禿鷲」の追加技「啄み」を出したり、「禿鷲」を出している最中に攻撃を食らうと武器を落としてしまうなど、弱点もあった。超奥義「迷兇死衰・狂喜」は、技後に動いて相手のガード方向を揺さぶったり、追加入力することでさらに技が大きく変化するなど、相手を攪乱させることも可能であった。ただしプレイステーション版では武器無し状態がなくなっているため、これらの技が仕様変更ないし削除されている。
『二幕』では、超奥義など一部の技を除いて、技の性質は全体的にはそれほど変更されていない。連続技の威力の高さは不変であり、通常技の「凶手・喉破り」（レバー後ろ方向+A）を使った強力な連続技も存在する。

## 技の解説
キャラクターの名前が「紫鏡」と「骸」の2種類であるが、以下は断りがない限り、「紫鏡」表記で説明する。また、通常技は原則的に武器による攻撃は「凶刃」、素手による攻撃は「凶手」、蹴りは「凶虐」が技名に付く。

### 通常技
| 操作         | 立ち               | しゃがみ                                      | ジャンプ       | 立ち（素手）     | しゃがみ（素手） | ジャンプ（素手） |
| ------------ | ------------------ | --------------------------------------------- | -------------- | ---------------- | ---------------- | ---------------- |
| 弱斬り       | 凶刃・筋斬り       | 凶刃・筋斬り                                  | 凶刃・喉えぐり | 凶手・筋千切り   | 凶手・健千切り   | 凶手・喉裂き     |
| 強斬り       | 凶刃・首苅り       | 第一幕：凶刃・微塵刻み 第二幕：凶刃・身体割り | 凶刃・額割り   | 凶手・顔削ぎ     | 凶手・肋削ぎ     | 凶手・額削ぎ     |
| 蹴り         | 凶虐・スネ折り     | 凶虐・爪先砕き                                | 凶虐・首折り   | 凶虐・アバラ折り | 凶虐・スネ砕き   | 凶虐・首折り     |
| 弾き         | 凶狡・上手折り     | 凶狡・下手折り                                |                |                  |                  |                  |
| ダッシュ攻撃 | 凶刃・真っ二つ刺し | 凶虐・両足砕き                                |                |                  |                  |                  |
| 弾き後攻撃   | 凶刃・首落とし     | 凶刃・首落とし                                |                |                  |                  |                  |
| 打ち上げ斬り | 凶刃・顎割り       |                                               |                |                  |                  |                  |
| 防御不可斬り | 凶刃・脳天刺し     |                                               |                |                  |                  |                  |

### 投げ技・特殊技
凶行・毒を食らわば
通常投げ。相手に乗りかかり、連続で噛み付く。食らった相手は相手は前のめりに倒れる。『一幕』ではごく普通の通常投げだったが、『二幕』では異常に威力が上昇。通常投げとしては破格のダメージを持つ上、直後に追い討ちが可能。
凶手・喉破り
実際には通常技の範疇。レバーを後ろに入れながら弱斬りを押すと出る技で、腕を下から曲げて手刀で突き刺すように突く。目押しで入力することで連続ヒットし、「力」では連続技に重宝する。「技」「極」では連殺斬に組み込み、「地舐め滑り」と組み合わせることで永久連続技さえも可能。
凶行・臓物刺し
ダウン中の相手に対する追い討ち攻撃。相手の位置を捕捉して高く飛び上がり、上から武器で突き刺す。この技を出した直後にレバガチャ（レバーとボタンを連続で何度も引いたり押したりすること）することで、「凶行・臓物探り」に派生できる。

### 奥義（必殺技）
禿鷲
武器を投げて飛ばす。弱斬りボタンで出すと前方斜め上に、強斬りボタンで出すと前方横一直線に飛ばす。武器は一定距離まで進むと紫鏡の元へ戻ってくる。飛び道具を消しつつ攻撃が可能であり、空中ガード不能。
『一幕』では、武器を飛ばしている最中に相手からの攻撃を食らうと、武器を落とす。
啄み
「禿鷲」の最中に追加入力を行うことで、武器が真上に跳ね上がり、しゃがみガード不可能の技となる。ただし、ヒット・ガードに関わらず、必ず武器を落とす。プレイステーション版では前述の通り武器無し状態がなくなっているため、この技は削除されている。
『二幕』では、武器の軌道が、入力した付近からやや下降して停滞するという仕様に変化した。

廻転肝えぐり
片手で武器を持って前方へ突き出し、高速で連続回転させる。弱斬りボタンで出すと真横に、強斬りボタンで出すと斜め上前方へ突き出す。弱強ともに空中ガード不可。弱を空中の相手に当てると1ヒットして吹き飛ぶのみだが、強を空中の相手に当てると連続ヒットして吹き飛びダウンする。
ぶち撒き（廻転肝えぐり追加）
「廻転肝えぐり」の最中に斬りボタンを連打することで、回転する武器を飛ばす。ヒット数と相手の体力を削る量が大幅に増加する。ガードされても反撃を受けにくい。

斬肉鎌鼬
かなりの低姿勢で前方へ突進し、食らった相手の喉元を武器で斬り裂いて蹴り飛ばす。相手を蹴り飛ばしてダウンさせてから、紫鏡は後方転回して着地する。突進をガードされると一瞬硬直するのみ。弱は弱斬りからつながるほど発生が早く、技後には追い討ち攻撃の「凶行・臓物刺し」も入る。強は強斬りをキャンセルしても連続技にはならず、技後に紫鏡が勢い余って後方に倒れるため、追い討ちも出すことができない。
空中の相手に対しては、攻撃を出されると滅法弱い。
斬肉大鋏
ジャンプ中のみ出すことができる必殺技。両腕で武器を構えた状態で空中でいったん静止してから、武器を交差させて下方向へ強襲する。
紫鏡唯一の昇華対応技であるが、『一幕』ではこの技から超奥義で昇華しても連続技にはならないうえに（プレイステーション版では連続技になる）、ガードされると反撃を受けるほど隙が大きい。『二幕』では弱斬りボタンで出すと真下へ落下していく。
無慈悲刺し
相手の足を掬うようにしてから倒し、相手の体を武器で突き刺して連続で抉る。『二幕』では、技名が「無慈悲」に変更され、抉って吹き飛ばした相手の上に武器によるとどめの一撃を叩き込み、鮮血が大きく吹き出るようになった。
技の属性はコマンド投げだが、有効間合いはかなり狭い。ただし、単体での威力は紫鏡の技の中でもかなり高い。
地舐め滑り
体を低くして前方へ突進する攻撃力の無い移動技。移動中は接触判定がなくなるため、相手の体をすり抜けることが可能。また、レバーを入れ続けることで走り続けることもできる。『二幕』では紫鏡の体に残像が付くようになった。
凶行・臓物探り
追い討ち攻撃の「凶行・臓物刺し」で突き刺した相手の体を、武器を使って連続で抉る。ダメージが増えるのは勿論、紫鏡の剣質ゲージも多く溜まる。レバガチャ入力は、追い討ちを出してからすぐに始める必要がある。

### 超奥義（超必殺技）
迷兇死衰・狂喜
『一幕』のみの超奥義。「禿鷲」を強化したような技で、追加入力することで技が変化する。コマンドを入力すると武器を飛ばし、入力直後にスタートボタンを押すと武器が上昇し、相手を指差して笑う「哄笑」が出る。そこからさらに追加入力を行うと、武器が再び上昇する「迷兇死衰・叫鬼」が発動する。武器が高い位置にある状態にあるときは、相手からの反撃を受ける危険に晒されるが、「狂喜」か「叫鬼」を出している間は、紫鏡が空間を制圧している格好となるため、紫鏡にとっては有利な状況でもある。
「狂喜」を出してから追加入力するか、追加入力はせずにガード中の相手を崩すといった戦法を取ることも可能。
プレイステーション版では発生が早くなり、その反面、追加入力技が一切削除されている。
迷兇死衰・凶器
『二幕』での超奥義。「廻転肝えぐり」を強化したような技で、武器を前方へ突き出して猛烈な速さで連続回転させて相手を刻み、吹き飛ばす。『一幕』とは異なり、「斬肉大鋏」を昇華して出すと連続でつながるようになるほか、強斬りからも連続でつながる。技後の隙は大きいが、追い討ち攻撃の「凶行・臓物刺し」が決まるので、「凶行・臓物探り」までつなげれば大ダメージを与えることが可能。コマンド入力の際に、弱斬りボタンと強斬りボタンを押し続けることで、技の発動を遅らせることができる。空中の相手に当てると吹き飛ぶのみ。

### 潜在奥義
迷兇死衰・凶飢
一瞬だけ構えてから低姿勢で前方へ突進、食らった相手の体を、「凶」の字を書くように連続で斬り刻む。刻み終えると、紫鏡は相手を指差して笑い、画面に血で書かれたような毒々しい「凶」の字が大きく表示され、相手は前のめりに倒れる。
弱斬りをキャンセルして出しても連続でつながるほど攻撃の発生が早い。突進速度も非常に速く、潜在奥義にふさわしい威力を誇る。なお、この技は連続技に組み込んだ時のダメージ補正のかかり方が激しく、連続技で決めるよりも単体で出して決めた方がダメージは大きくなることもしばしばある。また、剣質「力」で決めるよりも、剣質「極」で決めたほうが攻撃力が高いという、本ゲーム中では珍しい特徴を持っている。

### 乱舞奥義
狂喜・微塵刻み
『二幕』で追加された乱舞奥義。類型は天野漂や刹那と同じくパワータイプである。